# Bomba de farina
Una bomba de farina és un recipient fràgil ple de farina pensat per llançar-se contra un cert objectiu per a omplir-lo de farina i causar inconveniències.
Hi ha dos tipus de bombes de farina:
- L'ús relativament innocu de la farina en un recipient fràgil, llançat a una persona o un objecte per produir una taca inconvenient.
- L'explosió de pols perillós que pot ocórrer quan una suspensió d'aire de pols fi orgànic, sovint midó, substància que s'encén.

## Broma o protesta

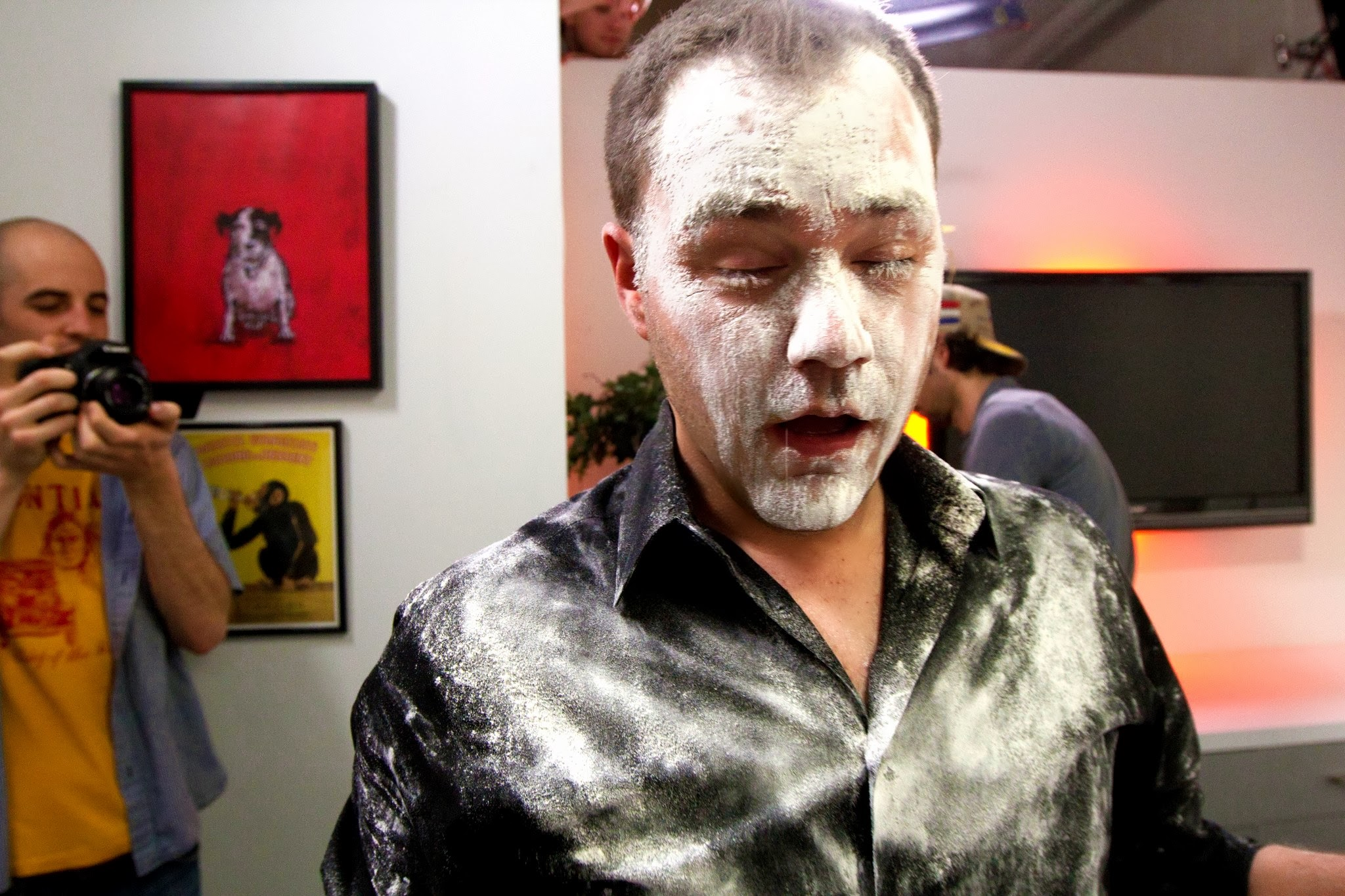
Un home tot just després de rebre un atac amb una bomba de farina.

Farina en un recipient fràgil llançada cap a un objecte o persona com a burla és un mètode clàssic de protesta, juntament amb el llançament d'ous i tomaques madures.
Un exemple a partir de maig de 2004 va ser l'ús de la farina en condons tenyits de color porpra llançats al primer ministre del Regne Unit Tony Blair en la cambra de la Cambra dels Comuns del Regne Unit per manifestants que lluitaven per la millora dels drets d'accés dels seus fills. L'esdeveniment va posar en relleu els pobres mètodes de seguretat emprats en i al voltant de les Cases del Parlament en el moment.
Bombes de farina van veure ús notable durant el polèmica Springbok Tour de 1981 a l'Eden Park a Auckland, Nova Zelanda. En un intent d'interrompre el partit, bombes de farina, juntament amb bengales, pamflets i una pancarta de paracaigudes que deia "Biko" van ser llançades a l'Eden Park des d'un vol de l'avioneta. Un jugador dels New Zealand All Blacks va ser derrocat per una de les bombes de farina.
L'efecte de les bombes de farina s'agreuja per la inclusió dels ous, o contenir un altre líquid, el que fa difícil l'extracció de la barreja resultant.